# Charles Csuri
Charles Csuri, né le 4 juillet 1922 et mort le 27 février 2022, connu aussi sous le nom Chuck Csuri, est un artiste et un pionnier de l'art numérique américain.  

## Biographie
Né à Grant Town (Virginie occidentale) de parents originaires de Hongrie, il grandit à Cleveland, dans l'Ohio. Il parvient à intégrer l'Université d'État de l'Ohio grâce à ses talents au Football américain. Il est à ce titre capitaine pour le premier championnat national disputé par son équipe. Sa carrière dans le football est interrompue par la seconde guerre mondiale. Charles Csuri sert sous les drapeaux entre 1943 et 1946 et est décoré en 1945 de la Bronze Star pour son héroïsme lors de la Bataille des Ardennes. 
Après la guerre, il retourne à l'Université et passe un Master en Arts en 1948. L'année suivante, il intègre la faculté du département d'arts de son université. Il devient professeur d'enseignement artistique en 1978, professeur en sciences de l'information en 1986 et professeur émérite en 1990. 
Il crée ses premières œuvres numériques en 1964. Son travail est rapidement repéré par le Museum of Modern Art (qui a intégré à ses collections le film Hummingbird, 1967, réalisé avec James Shaffer) et l'Association for Computing Machinery Special Interest Group Graphics (ACM SIGGRAPH). 
Le Smithsonian magazine l'a qualifié de « père de l'art numérique et de l'animation par ordinateur »